# Warulor (Wiradesa)
Warulor is een bestuurslaag in het regentschap Pekalongan van de provincie Midden-Java, Indonesië. Warulor telt 3101 inwoners (volkstelling 2010).